# NGC 1203-2
NGC 1203-2 is een elliptisch sterrenstelsel in het sterrenbeeld Eridanus. Het sterrenstelsel bevindt zich dicht bij NGC 1203-1.

## Synoniemen
- PGC 11599
- MCG -3-8-71